# Mistrzostwa Polski Seniorów w Lekkoatletyce 1931
12. Mistrzostwa Polski Seniorów w Lekkoatletyce – zawody, które rozgrywane były w Królewskiej Hucie na stadionie W.F.P.W. (Stadionie Miejskim na Górze Redena) w dniach 11–12 lipca 1931 roku. Dziesiąte mistrzostwa kobiet odbyły się w Warszawie w Parku Sobieskiego (obecnie Park Agrykola) w dniach 18–19 lipca.

## Rezultaty
| NR – rekord Polski \| NL – najlepszy wynik w Polsce w sezonie \| SB – najlepszy wynik w sezonie \| PB – rekord życiowy |

### Mężczyźni
| Konkurencja:               | 1. miejsce                                                                          | Rezultat | 2. miejsce                                                                        | Rezultat | 3. miejsce                                                                          | Rezultat |
| Bieg na 100 m              | Edward Trojanowski AZS Warszawa                                                     | 10,9     | Tadeusz Śliwak Sokół-Macierz Lwów                                                 | 11,2     | Karol Czysz Stadion Królewska Huta                                                  | 11,4     |
| Bieg na 200 m              | Edward Trojanowski AZS Warszawa                                                     | 22,7     | Klemens Biniakowski Warta Poznań                                                  | 22,8     | Jan Łada AZS Warszawa                                                               | 23,5     |
| Bieg na 400 m              | Klemens Biniakowski Warta Poznań                                                    | 51,2     | Jan Iwański Warta Poznań                                                          | 52,4     | Józef Miller AZS Warszawa                                                           | 53,0     |
| Bieg na 800 m              | Stanisław Petkiewicz Warszawianka                                                   | 1:58,9   | Antoni Maszewski Polonia Warszawa                                                 | 2:00,0   | Antoni Lesicki Sokół Bydgoszcz                                                      | 2:00,0   |
| Bieg na 1500 m             | Janusz Kusociński Warszawianka                                                      | 4:00,0   | Stanisław Petkiewicz Warszawianka                                                 |          | Wacław Sidorowicz AZS Wilno                                                         |          |
| Bieg na 5000 m             | Janusz Kusociński Warszawianka                                                      | 15:03,5  | Julian Strzałkowski 42 pp Białystok                                               | 15:56,6  | Antoni Kabut Pogoń Katowice                                                         | 16:02,0  |
| Bieg na 10 000 m           | Brunon Miałkas Warta Poznań                                                         | 33:30,0  | Edmund Nowacki Warszawianka                                                       | 34:14,0  | Rafał Ociepko AZS Warszawa                                                          | 35:10,0  |
| Bieg na 110 m przez płotki | Stefan Nowosielski Cracovia                                                         | 15,4     | Eryk Zajusz Stadion Królewska Huta                                                | 16,0     | Wojciech Trojanowski AZS Warszawa                                                   | 16,6     |
| Bieg na 400 m przez płotki | Antoni Maszewski Polonia Warszawa                                                   | 58,2     | Kazimierz Drozdowski Cracovia                                                     | 59,0     | Witold Gedgowd Polonia Warszawa                                                     | 1:00,0   |
| Sztafeta 4 × 100 m         | Warta Poznań Józef Łaszyk Henryk Stawiński Kajetan Kruszczyński Klemens Biniakowski | 44,6     | Pogoń Katowice Paweł Breslauer Ernest Elpel Mieczysław Kamieniecki Walter Tetzner | 45,8     | AZS Warszawa                                                                        | 46,0     |
| Sztafeta 4 × 400 m         | Warta Poznań Walter Marciniec Artur Jezierski Jan Iwański Klemens Biniakowski       | 3:29,0   | AZS Warszawa Zygmunt Weiss Józef Miller Józef Jaworski Eugeniusz Holfeier         | 3:33,0   | Warszawianka Stanisław Petkiewicz Janusz Kusociński Czesław Skowroński Edward Koper | 3:35,4   |
| Skok wzwyż                 | Wilhelm Chmiel Pogoń Katowice                                                       | 1,77d    | Jerzy Pławczyk AZS Warszawa                                                       | 1,77d    | Eugeniusz Lokajski Warszawianka                                                     | 1,74     |
| Skok o tyczce              | Stefan Adamczak AZS Poznań                                                          | 3,60     | Stefan Majtkowski Sokół Bydgoszcz                                                 | 3,50     | Stanisław Zakrzewski AZS Poznań                                                     | 3,40     |
| Skok w dal                 | Stefan Nowosielski Cracovia                                                         | 6,815    | Mieczysław Bieleń Sokół Jarosław                                                  | 6,69     | Władysław Mosaniuk Sokół-Macierz Lwów                                               | 6,55     |
| Trójskok                   | Edward Luckhaus ZMW Białystok                                                       | 13,84    | Tadeusz Śliwak Sokół-Macierz Lwów                                                 | 13,33    | Witold Gedgowd Polonia Warszawa                                                     | 13,22    |
| Pchnięcie kulą             | Zygmunt Heljasz Warta Poznań                                                        | 13,63    | Zygmunt Siedlecki Legia Warszawa                                                  | 12,535   | Zbigniew Tilgner Sokół Poznań                                                       | 12,43    |
| Rzut dyskiem               | Zygmunt Heljasz Warta Poznań                                                        | 43,28    | Zygmunt Siedlecki Legia Warszawa                                                  | 40,14    | Leon Kozłowski ZMW Białystok                                                        | 39,94    |
| Rzut młotem                | Zygmunt Heljasz Warta Poznań                                                        | 32,98    | Henryk Sumiński Krusche-Ender Pabianice                                           | 31,75    | Erwin Fischer Krusche-Ender Pabianice                                               | 30,65    |
| Rzut oszczepem             | Franciszek Mikrut Sokół Koronowo                                                    | 57,13    | Alojzy Żyłka Sokół Królewska Huta                                                 | 55,955   | Władysław Mikrut Sokół Bydgoszcz                                                    | 55,885   |

### Kobiety
| Konkurencja:              | 1. miejsce                                                                          | Rezultat | 2. miejsce                                                                                | Rezultat | 3. miejsce                                                                       | Rezultat |
| Bieg na 60 m              | Jolanta Manteuffel AZS Warszawa                                                     | 8,0      | Anna Breuer Pogoń Katowice                                                                | 8,2      | Aniela Sikora Stadion Królewska Huta                                             | 8,2      |
| Bieg na 100 m             | Jolanta Manteuffel AZS Warszawa                                                     | 12,8     | Anna Breuer Pogoń Katowice                                                                | 13,3     | Alina Hulanicka Grażyna Warszawa                                                 | 13,5     |
| Bieg na 200 m             | Otylia Tabacka Stadion Królewska Huta                                               | 27,8     | Ludwika Gorloff AZS Warszawa                                                              | 29,0     | Helena Woynarowska AZS Warszawa                                                  | 29,3     |
| Bieg na 800 m             | Gertruda Kilos Pogoń Katowice                                                       | 2:29,8   | Maria Szuas Pogoń Katowice                                                                | 2:31,4   | Irena Świderska AZS Poznań                                                       | 2:34,0   |
| Bieg na 80 m przez płotki | Felicja Schabińska Legia Warszawa                                                   | 13,1     | Maryla Freiwald Makabi Kraków                                                             | 13,9     | Adelajda Hoffman Stadion Królewska Huta                                          | 14,1     |
| Sztafeta 4 × 100 m        | Stadion Królewska Huta Aniela Sikora Elżbieta Pach Adelajda Hoffman Otylia Tabacka  | 53,0     | AZS Warszawa Jolanta Manteuffel Halina Konopacka Zdzisława Wiszniewska Helena Woynarowska | 53,2     | Grażyna Warszawa Alina Hulanicka Wacława Sadkowska Marta Lubecka Janina Grabicka | 54,0     |
| Sztafeta 4 × 200 m        | AZS Warszawa Jolanta Manteuffel Ludwika Gorloff Halina Konopacka Helena Woynarowska | 1:52,2   | Stadion Królewska Huta Aniela Sikora Komorek Elżbieta Pach Otylia Tabacka                 | 1:54,6   | Pogoń Katowice                                                                   | 1:56,8   |
| Skok wzwyż                | Jolanta Manteuffel AZS Warszawa                                                     | 1,45     | Janina Lutrosińska ŁKS Łódź                                                               | 1,40d    | Elżbieta Bytomska Pogo Katowice                                                  | 1,35     |
| Skok w dal                | Aniela Sikora Stadion Królewska Huta                                                | 5,18     | Maria Kwaśniewska ŁKS Łódź                                                                | 5,03     | Anna Breuer Pogoń Katowice                                                       | 5,00     |
| Skok w dal z miejsca      | Alina Hulanicka Grażyna Warszawa                                                    | 2,40     | Elżbieta Pach Stadion Królewska Huta                                                      | 2,33     | Wanda Jasieńska AZS Poznań                                                       | 2,31     |
| Pchnięcie kulą            | Wanda Jasieńska AZS Poznań                                                          | 11,03    | Halina Konopacka AZS Warszawa                                                             | 10,58    | Jadwiga Wajs Sokół Pabianice                                                     | 9,79     |
| Rzut dyskiem              | Halina Konopacka AZS Warszawa                                                       | 37,62    | Jadwiga Wajs Sokół Pabianice                                                              | 33,47    | Krystyna Zajączkowska Grażyna Warszawa                                           | 32,15    |
| Rzut oszczepem            | Maria Kwaśniewska ŁKS Łódź                                                          | 34,48    | Wanda Jasieńska AZS Poznań                                                                | 34,01    | Halina Konopacka AZS Warszawa                                                    | 31,42    |

## Bieg przełajowy
9. mistrzostwa w biegu przełajowym mężczyzn zostały rozegrane 26 kwietnia w Krakowie. Trasa wyniosła 8 kilometrów. Mistrzostwa kobiet w biegu przełajowym odbyły się tego samego dnia w Lublinie, na dystansie 1,3 km.

### Mężczyźni
| Konkurencja:           | 1. miejsce                     | Rezultat | 2. miejsce                    | Rezultat | 3. miejsce                                 | Rezultat |
| Bieg przełajowy (8 km) | Janusz Kusociński Warszawianka | 27:25,0  | Władysław Czubak Wawel Kraków | o 150 m  | Maksymilian Hartlik Stadion Królewska Huta | o 100 m  |

### Kobiety
| Konkurencja:             | 1. miejsce                       | Rezultat | 2. miejsce                             | Rezultat | 3. miejsce                        | Rezultat |
| Bieg przełajowy (1,3 km) | Janina Bystrzycka Sokół Kozłówka | 5:47,4   | Rozalia Grzesik Stadion Królewska Huta | o 30 m   | Halina Jarnuszkiewicz Unia Lublin | o dłoń   |

## Pięciobój
Mistrzostwa w pięcioboju mężczyzn odbyły się 30 sierpnia w Warszawie, a mistrzostwa kobiet w tej konkurencji 10 października w Białymstoku.

### Mężczyźni
| Konkurencja: | 1. miejsce                 | Rezultat      | 2. miejsce                    | Rezultat     | 3. miejsce                 | Rezultat     |
| Pięciobój    | Jan Wieczorek 3 psap Wilno | 3442,60w pkt. | Edward Luckhaus ZMW Białystok | 3352,84 pkt. | Leon Wojtkiewicz AZS Wilno | 3188,75 pkt. |

### Kobiety
| Konkurencja: | 1. miejsce                       | Rezultat     | 2. miejsce                      | Rezultat     | 3. miejsce                     | Rezultat     |
| Pięciobój    | Alina Hulanicka Grażyna Warszawa | 3401,75 pkt. | Helena Woynarowska AZS Warszawa | 2916,18 pkt. | Marta Lubecka Grażyna Warszawa | 2909,68 pkt. |

## Trójbój
Mistrzostwa w trójboju kobiet zostały rozegrane 6 września w Łodzi. W skład trójboju wchodziły: bieg na 100 metrów, skok wzwyż i rzut oszczepem.
| Konkurencja: | 1. miejsce                 | Rezultat | 2. miejsce                      | Rezultat | 3. miejsce                       | Rezultat |
| Trójbój      | Maria Kwaśniewska ŁKS Łódź | 136 pkt. | Jolanta Manteuffel AZS Warszawa | 132 pkt. | Alina Hulanicka Grażyna Warszawa | 130 pkt. |

## Dziesięciobój
Mistrzostwa w dziesięcioboju mężczyzn odbyły się 12 i 13 września we Lwowie.
| Konkurencja:  | 1. miejsce                     | Rezultat       | 2. miejsce                 | Rezultat       | 3. miejsce                 | Rezultat      |
| Dziesięciobój | Mieczysław Balcer Wisła Kraków | 6546,875w pkt. | Jan Wieczorek 3 psap Wilno | 6533,445w pkt. | Leon Wojtkiewicz AZS Wilno | 5972,08w pkt. |

## Bieg na 3000 m z przeszkodami
Mistrzostwa Polski w biegu na 3000 metrów z przeszkodami mężczyzn zostały rozegrane 13 września w Przemyślu.
| Konkurencja:                  | 1. miejsce                         | Rezultat | 2. miejsce                   | Rezultat | 3. miejsce                     | Rezultat |
| Bieg na 3000 m z przeszkodami | Stefan Wittenberg Polonia Warszawa | 10:31,0  | Bronisław Gancarz Pogoń Lwów | 10:38,2  | Zenon Puchalski Legia Warszawa | o 15 m   |

## Maraton
Mistrzostwa Polski w biegu maratońskim mężczyzn zostały rozegrane 27 września w Bydgoszczy.
| Konkurencja: | 1. miejsce                        | Rezultat  | 2. miejsce                | Rezultat  | 3. miejsce                    | Rezultat  |
| Maraton      | Stanisław Bartkowiak Sokół Poznań | 2:57:46,0 | Bronisław Freyer Cracovia | 3:07:18,0 | Szczepan Soduła Strzelec Łódź | 3:10:54,6 |

## Chód na 50 km
Mistrzostwa Polski w chodzie na 50 kilometrów mężczyzn zostały rozegrane 10 października w Wilnie.
| Konkurencja:  | 1. miejsce                           | Rezultat  | 2. miejsce                         | Rezultat  | 3. miejsce                 | Rezultat  |
| Chód na 50 km | Kazimierz Powierza Strzelec Warszawa | 5:28:05,0 | Józef Kaczmarczyk Polonia Warszawa | 5:34:04,0 | Roman Grodzki AKS Warszawa | 5:34:47,2 |